# Chess Collectors International
Chess Collectors International (CCI) ist eine weltweite Vereinigung von Sammlern und Sachverständigen künstlerischer Schachfiguren und -bretter. Darüber hinaus wird diese Gemeinschaft durch Inhaber großer privater Schachbibliotheken verstärkt.
CCI wurde während des ersten Kongresses 1984 in Florida, USA gegründet. Seine Aufgabe ist es, die Geschichte des Schachspiels und der Schachfiguren zu erforschen und die Ergebnisse unter den Gesichtspunkten von Kunst, Kultur, Geisteswissenschaften und Literatur zu veröffentlichen. Dazu richtet CCI regelmäßige Kongresse aus, die international alle zwei Jahre und innerhalb der deutschen Sektion jährlich stattfinden.
Bisher wurden folgende internationale Kongresse durchgeführt:
- 1984 Florida
- 1986 London
- 1988 München
- 1990 New York
- 1992 Paris
- 1994 St. Petersburg
- 1996 Washington DC
- 1998 Wien
- 2000 Florenz
- 2002 Philadelphia
- 2004 Madrid
- 2006 Berlin

Bei vielen Veranstaltungen kann sich CCI auf die Unterstützung namhafter Museen und nationaler Einrichtungen zurückgreifen, darunter u. a. das Metropolitan Museum of Art in New York, das Victoria and Albert Museum in London, die französische Nationalbibliothek Bibliothèque nationale de France in Paris, die Herzog August Bibliothek in Wolfenbüttel oder die Königliche Bibliothek in Den Haag.

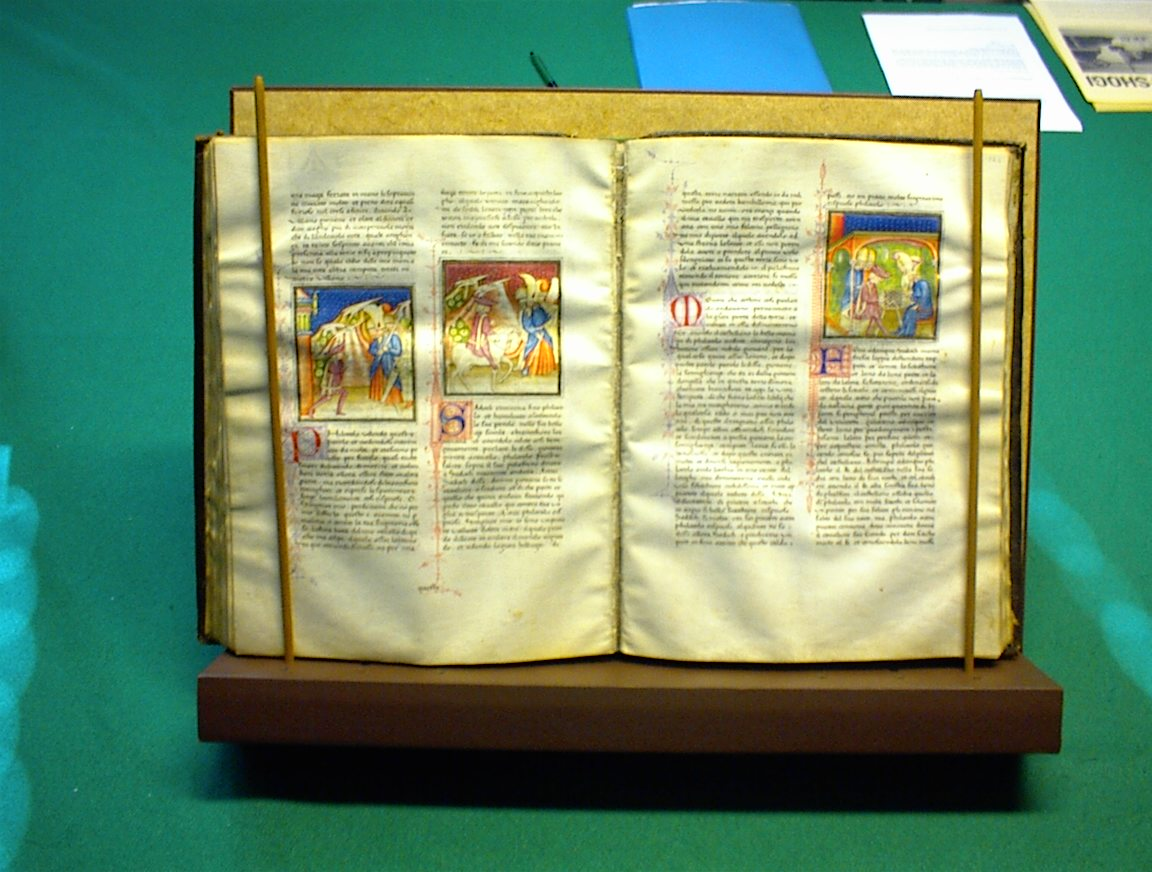
Historisches Buch mit Schachdarstellungen

Auf Grund der Vielfalt und Menge möglicher Sammlerobjekte haben sich im Laufe der Zeit verschiedene Richtungen bzw. Sammlerkreise herausgebildet. Zu den wichtigsten gehört die Initiativgruppe Königstein (1991) unter der Leitung des Schachhistorikers Egbert Meissenburg, die sich mit der Erforschung der Schachgenese beschäftigt. Weitere typische Abgrenzungen, nach denen gesammelt wird, sind Figurenmaterial (Elfenbein, Bronze, Eisen, Porzellan, Gold, mit Edelsteinen u. a.), Stilrichtungen der Kunstgeschichte (Renaissance, Historismus, Art déco u. a.) und Publikationen (Kataloge, klassische Schachlehrbücher, Bulletins u. a.). Prominentester deutscher Vertreter ist der internationale Großmeister und Verleger Lothar Schmid, der die größte private Schachbibliothek im deutschsprachigen Raum besaß.
Chess Collectors International ist Mitglied im Weltschachbund FIDE. Präsident ist der Deutsche Thomas Thomsen. Es existieren neben der deutschen Sektion, die ca. 60 Mitglieder umfasst, weitere nationale Vereinigungen, z. B. in England, Mexiko, Italien und den Vereinigten Staaten.